# 소대림
소대림(蕭大臨, 527년 ~ 551년)은 중국 남북조 시대 양나라의 황족이다. 자는 인선(仁宣)이고 간문제의 넷째 아들이다. 어머니는 좌부인(左夫人)이다.

## 생애
536년에 영국현공(寧國縣公)에 봉해졌고 식읍 1500 호를 받았다. 어린 시절에 민첩하고 슬기로웠다.
537년에 좌부인이 죽자 소대림은 심히 통곡하여 훼척해지니, 이로써 효성이 깊은 것으로 유명해졌다. 이후 국학에서 명경(明經), 사책(射策), 갑료(甲科), 독서를 했고 중서시랑(中書侍郞)이 되었다. 그 후 다시 황문시랑(黃門侍郞)으로 승진했다.
545년에 경거장군(輕車將軍)과 낭야(琅邪)·팽성(彭城) 두 군의 태수가 되었다.
후경의 난이 일어나자 사지절(使持節), 선혜장군(宣惠將軍)이 되었고 신정(新亭)에 둔치고 지켰다. 오래지 않아 돌아와서 단문(端門)에 둔치고 지켰으며, 도독성남제군사(都督城南諸軍事)가 되었다.
549년에 간문제가 즉위하자 그해 7월 18일에 남해군왕(南海郡王)으로 진봉되었고 식읍 2천 호를 받았다. 그해 7월에 사지절, 도독양·남서이주제군사(都督揚·南徐二州諸軍事), 안남장군(安南將軍), 양주자사(揚州刺史)가 되었다. 이후 다시 안동장군(安東將軍), 오군태수(吳郡太守)로 고쳐졌다.
551년 8월에 후경이 간문제를 폐위한 뒤 오군으로 사람을 보내 소대림을 죽이니, 향년 25세였다.